# Xul (Xina)
Xul és el nom medieval d'una comarca i població de la Xina no identificada.
El geògraf Kudama ibn Djafar diu que Alexandre el Gran en cooperació amb l'emperador de la Xina va conquerir el país de Xul i va fundar allí les ciutats de Khamdan i Xul on els xinesos van instal·lar guarnicions. Khamdan apareix esmentada a altres fonts i correspondria a Txang-an, la capital de la dinastia Tang, després rebatejada Hsian Fu, i situada a la riba del Wei-ho, afluent del Huan-ho (esmentada per primer cop a occident en una crònica bizantina del segle VI), però en canvi Shul no ha pogut ser identificada amb seguretat; es pensa que podria ser la Satxiu de Tangut de Marco Polo, però la derivació del turc és dubtosa, ja que l'arrel turca en realitat fou emprada al mongol força després (al segle xiii o XIV) de l'existència del nom Xul; una altra teoria la identifica amb la Txulig de les inscripcions d'Orkhon, però si la llista segueix un orde geogràfic com sembla, estaria a l'est, entre Xina i Corea. La tercera versió és que es tracti de Xu-lê (el nom xinès de Kaixgar) o Xulig (el nom tibetà).